# Otero (Toral de los Vados)
Otero es una localidad del municipio leonés de Toral de los Vados, en la Comunidad Autónoma de Castilla y León. 
La iglesia está dedicada a san Julián Mártir.

## Localidades limítrofes
Confina con las siguientes localidades:
- Al noreste con Parandones y Villadecanes.
- Al este con Villamartín de la Abadía.
- Al noroeste con Horta.

## Demografía
Evolución de la población
| Gráfica de evolución demográfica de Otero entre 2000 y 2017        |
|                                                                    |
| Población de derecho (2000-2017) según el padrón municipal del INE |

## Historia
Así se describe a Otero en el tomo XII del Diccionario geográfico-estadístico-histórico de España y sus posesiones de Ultramar, obra impulsada por Pascual Madoz a mediados del siglo XIX:

Lugar en la provincia de León, partido judicial de Villafranca del Bierzo, diócesis de Astorga, audiencia territorial y capitanía general de Valladolid, ayuntamiento de Villadecanes; Situado en una altura; su clima es bastante sano. Tiene 36 casas; iglesia anejo de Villadecanes dedicada a San Julián, servida por un coadjutor; y buenas aguas potables. Confina con términos de la matriz, Horta, Hornija y el Campo. El terreno es de mediana calidad, y le fertilizan las aguas del Burbia y Valcarce ya reunidos. Producciones: granos, legumbres, vino, castañas y pastos; cría ganados, caza y pesca. Población: 37 vecinos, 139 almas. Contribución: con su ayuntamiento.
Diccionario geográfico-estadístico-histórico de España y sus posesiones de Ultramar